# 몬테오도리시오
몬테오도리시오(이탈리아어: Monteodorisio)는 이탈리아 아브루초주 키에티도에 있는 코무네이다.